# Exserohilum heteropogonicola
Exserohilum heteropogonicola är en svampart som beskrevs av Sivan. 1984. Exserohilum heteropogonicola ingår i släktet Exserohilum och familjen Pleosporaceae.   Inga underarter finns listade i Catalogue of Life.